# Adoración de los pastores (El Greco, Roma)
Adoración de los pastores es un lienzo de Doménikos Theotocópuli—el Greco— realizado entre 1596-1600, que se encuentra en la Galleria Nazionale d'Arte Antica de Roma.

## Tema de la obra
La Adoración de los pastores es un episodio del Nuevo Testamento, muy frecuente en el Arte cristiano, El Evangelio de Lucas es el único evangelio canónico que narran este episodio y la precedente Anunciación a los pastores. [Lc 2:8-20].

## Análisis de la obra

### Datos técnicos y registrales
- Roma, Palacio Barberini (Galleria Nazionale d'Arte Antica) n º. de inventario: 1474;[3]
- Pintura al óleo sobre lienzo;
- Datación: 1596-1600;
- Dimensiones: 111 x 47 cm;
- Catalogado por Wethey con el n º. 25 y por Tiziana Frati con el 107 A-a.[4]

### Comentario sobre la obra
Este lienzo es el pendant del Bautismo de Cristo, también en la Galleria Nazionale d'Arte Antica, de Roma.
Es una réplica —o quizás un esbozo—  a pequeña escala, de la Adoración de los pastores (Retablo de María de Aragón),.que formaba parte —supuestamente en la parte inferior-izquierda— del Retablo de doña María de Aragón .

## Procedencia
- Mercado anticuario siciliano,
- Adquirido por la Galleria Nazionale el año 1908.[6]